# Бакупарі (Garcinia gardneriana)
Бакупарі (лат. Garcinia gardneriana, або Rheedia brasiliensis) — вічнозелений дводомний вид роду Гарцинія. Він поширений у басейні Амазонки в Південній Америці та дає їстівні плоди. Це невелике плодове дерево сімейства Клузієві з пірамідальною кроною.

## Ботанічний опис
Листя овальні, овально-довгасті або ланцетоподібні, звужені біля основи.
Квітки двостатеві.
Плоди грушоподібні, довжиною 3,2-4 см, з оранжево-жовтою гнучкою жорсткою шкіркою, товщиною 3 мм. Усередині плоду міститься біла м'яка, що просвічується, ароматна кислувата м'якуш з двома овальними насінинами.
Листя, кора і шкірка плодів бакупарі при пошкодженні рясно виділяють жовтий клейкий латекс.

## Поширення та екологія
Рослина росте в дикому вигляді в південно-східній Бразилії та в суміжних районах Парагваю і Болівії. Досить рідко культивується.

## Значення та застосування
Зрілі плоди бакупарі використовуються в основному для виготовлення цукерок і джемів.
Насіння містить 8-9 % олії, яка використовується в Бразилії для лікування пухлин і захворювань печінки.

## Інші назви
- Rheedia gardneriana Planch. & Triana
- Rheedia spruceana Engl.